# Библиография Дмитрия Григоровича
Русский писатель Дмитрий Васильевич Григорович — автор романов, повестей, рассказов, воспоминаний и путевых заметок.
Данная библиография включает в себя список основных произведений автора и перечень наиболее значимых изданий его произведений. 

## Романы
- Просёлочные дороги (1852)
- Рыбаки (1853)
- Переселенцы (1855—1856)
- Два генерала (1864)

## Повести
- Деревня (1846)
- Антон-Горемыка (1847)
- Капельмейстер Сусликов (1848)
- Прохожий (1854)
- Пахарь (1856)
- Кошка и мышка (1857)
- Пахатник и бархатник (1860)
- Гуттаперчевый мальчик (1883)
- Алексей Чемезов (1884)
- Акробаты благотворительности (1885)

## Рассказы
- Театральная карета (1844)
- Собачка (1845)
- Петербургские шарманщики (1845)
- Лотерейный бал (1845)
- Штука полотна (1846)
- Бобыль (1848)
- Похождения Накатова (1849)
- Четыре времени года (1849)
- Неудавшаяся жизнь (1850)
- Светлое Христово Воскресение (1850)
- Мать и дочь (1851)
- Смедовская долина (1852)
- Свистулькин (1855)
- Школа гостеприимства (1855)
- В ожидании парома (1857)
- Рождественская ночь (1890)

## Путеводитель и травелог
- Прогулка по Эрмитажу / [Соч.] Д.В. Григоровича. - СПб.: тип. В.Н. Майкова, 1865. - 153 с.
- Корабль Ретвизан: (Год в Европе и на европейских морях): Путевые впечатления и воспоминания / [Соч.] Д.В. Григоровича. - СПб.: тип. Скарятина, 1873. - 391 с.

## Воспоминания
- Литературные воспоминания (1892)

## Собрания сочинений
- Полное собрание сочинений в 11 томах. СПб., изд. Н. Г. Мартынова, 1884—1889.
- Полное собрание сочинений в 10 томах. СПб., изд. Н. Г. Мартынова, 1889—1890.
- Полное собрание сочинений в 12 томах. СПб., изд. А. Ф. Маркса, 1896 (приложение к ж. «Нива»).
- Сочинения в 3 томах. М., Художественная литература, 1988.

## Другие издания
- Литературные воспоминания. С приложением полного текста воспоминаний П.М. Ковалевского. Ленинград, Academia, 1928, XXII + 515 с.
- Избранное / Послесловие Л. Лотман. М.-Л., Гослитиздат,  1959. - 736 с.
- Рыбаки: Повести / М.-Л., Художественная литература, 1966. - 548 с.
- Повести и рассказы / Вступ. статья В. Кулешова. М., Детская литература, 1973. - 415 с.
- Повести и рассказы / Вступ. статья С. Машинского. М., Советская Россия, 1975. - 287 с.
- Избранное / Вступ. статья В. Мещерякова. М., Художественная литература, 1976. - 527 с.
- Литературные воспоминания. Корабль "Ретвизан". Из записной книжки. М.: "Захаров", 2007. - 560 с.